# Proxèmica

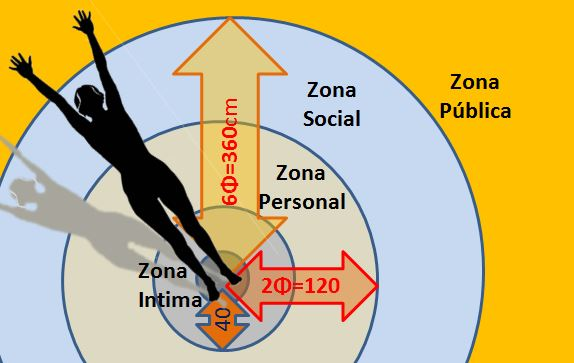
El diagrama descriu les distàncies proxèmiques, segons Edward Hall i la relació amb la secció àuria que utilitza Ibo Bonilla per calcular el "Cub d'aire auri" i el "Cànon de antropometria àuria".

La proxèmica és l'estudi de l'ús humà de l'espai i dels efectes que la densitat de població té en el comportament, la comunicació i la interacció social. En concret, és l'estudi de la forma en què una persona, en un acte d'interacció social, adequa la positura i la distància relativa a una altra persona, segons el grau d'intimitat, l'edat, el sexe i el rol social.
La proxèmica és una de les diverses subcategories en l'estudi de la comunicació no verbal, que inclou també l'hàptica (relativa al tacte), la cinèsica (relativa a la gestualitat i el moviment corporal), la vocàlica (com una part del parallenguatge), i la cronèmica (relativa a l'estructuració del temps).
Edward T. Hall, l'antropòleg cultural nord-americà que va encunyar el terme el 1963, va definir la proxèmica com "les observacions i les teories interrelacionades de l'ús de l'espai com a elaboració especialitzada de la cultura".
Al seu treball fundacional sobre proxèmica, The Hidden Dimension ('La dimensió oculta'), Hall va destacar l'impacte del comportament proxèmic (o de l'ús de l'espai) en la comunicació interpersonal. Segons Hall, l'estudi de la proxèmica és valuós per avaluar no només la manera en què unes persones interaccionen amb les altres en la vida diària, sinó també com indicador de “l'organització de l'espai a les seves cases i edificis i, finalment, de la disposició de les seves ciutats”.

## Etimologia i història
La paraula proxèmica ve del llatí proximus, de prope 'a prop' i ximus 'més', en el sentit de màxim, i va ser encunyada el 1963 per Edward T. Hall (1914-2009).
L'origen de la proxèmica com a disciplina, està vinculat amb els estudis que els etòlegs havien realitzat sobre la importància de la distribució espacial en les interaccions entre animals. Al voltant dels anys cinquanta del segle xx, Hall va aplicar el model que etòlegs com Thomas Henry Huxley o Konrad Lorenz havien proposat per al món animal a l'estudi de la comunicació en els éssers humans.

## Marc teòric
L'estudi inicial de Hall es va centrar en la cultura nord-americana. En l'estudi complet posterior Hall explicava que diferents cultures mantenen diferents estàndards d'espai interpersonal. En les cultures llatines, per exemple, aquestes distàncies relatives són més petites i la gent tendeix a estar més còmoda si se situa prop dels altres. En les cultures nòrdiques succeeix el contrari. Adonar-se i reconèixer aquestes diferències culturals millora la comprensió intercultural i ajuda a eliminar la incomoditat que les persones puguin sentir si la distància interpersonal és massa gran o massa petita, en funció de la cultura amb la qual es tracti. Addicionalment cal tenir en compte que les distàncies personals també depenen de la situació específica, de l'estatus social, del sexe i de les preferències individuals.

## Zones i distàncies
Hall identifica els seus quatre radis d'acció (o zones):
- Espai públic: és en el qual no hi ha cap funció definida dels integrants, són espais socials com els aeroports.
- Espai habitual: també adopta un caràcter més públic d'accés lliure, no hi ha papers marcats (bar, disc ..)
- Espai d'interacció: hi ha un paper marcat una cosa clara que s'ha de fer (hospital, classe ...)
- Espai corporal: activitats de caràcter íntim, només franquejable per individus amb moltíssima confiança.

Hall va dividir el seu estudi de la següent manera:
- Espai fix: és el marcat per estructures inamovibles, com les barreres dels països.
- Espai semi-fix: espai al voltant del cos. Varia en funció de les cultures, ja que cada cultura estructura el seu espai físic. Aquest espai pot ser envaït. Si s'utilitza un territori aliè amb una manca de respecte (mirar fixament a algú o ocupar dos seients amb bosses quan hi ha gent de peu) es dona una violació del terreny.

D'altra banda, Hall notava que la distància social entre la gent, està generalment correlacionada amb la distància física i descrivia quatre diferents tipus de distància. Aquestes distàncies serien subcategories de l'espai personal o informal.
- Distància íntima: és la distància que hi ha entre 15 i 45 centímetres (6 a 18 polzades). És la més guardada per cada persona. Perquè es doni aquesta proximitat, les persones han de tenir molta confiança i en alguns casos estaran emocionalment units, ja que la comunicació es realitzarà a través de la mirada, el tacte i el so. És la zona dels amics, parelles, família, etc. Dins d'aquesta zona es troba la zona inferior a uns 15 centímetres del cos, l'anomenada zona íntima privada.
- Distància personal: es dona entre 46 i 120 cm (1,56-4 peus). Aquestes distàncies es donen a l'oficina, reunions, assemblees, festes, converses amistoses o de treball. Si estirem el braç, arribem a tocar la persona amb la qual estem mantenint la conversa.
- Distància social: es dona entre 120 i 360 centímetres (4 - 12 peus). És la distància que ens separa dels estranys. S'utilitza amb les persones amb qui no tenim cap relació amistosa, la gent que no es coneix bé. Per exemple: la dependenta d'un comerç, el paleta, els proveïdors, els nous empleats, etc.
- Distància pública: es dona a més de 360 centímetres (12 peus) i no té límit. És la distància idònia per dirigir-se a un grup de persones. El to de veu és alt i aquesta distància és la que s'utilitza en les conferències, col·loquis o xerrades.

Un terme relacionat és propinqüitat, un dels factors definits per Jeremy Bentham per mesurar la quantitat de plaer en un mètode conegut com a felicific calculus.